# Новые Каракушаны
Новые Каракушаны, Каракушений Ной (рум. Caracuşenii Noi) — село в Бричанском районе Молдавии. Наряду с селом Берлинцы входит в состав коммуны Берлинцы.

## География
Село расположено на высоте 236 метров над уровнем моря.
Находится на расстоянии 10км от районного центра Бричень и на расстоянии 16 км от города Липкань. Отдаленность от Кишинёва составляет 245 км. Село пересекается магистралью международного значения «Брест — Одесса» (М14).

## Население
По данным переписи населения 2004 года, в селе Новые Каракушаны проживает 546 человек (258 мужчин, 288 женщин).
Этнический состав села:
| Национальность | Число жителей | Процентный состав |
| -------------- | ------------- | ----------------- |
| украинцы       | 464           | 84.98             |
| молдаване      | 69            | 12.64             |
| русские        | 10            | 1.83              |
| гагаузы        | 1             | 0.18              |
| болгары        | 1             | 0.18              |
| прочие         | 1             | 0.18              |
| Всего          | 546           | 100%              |